# Pallacanestro Varese 1971-1972
Nel Campionato 1971-72 la Pallacanestro Varese ottiene il secondo posto, alle spalle della Simmenthal Milano. È l'ultimo torneo nazionale che Manuel Raga disputa, rimanendo a disposizione in futuro della squadra per le sole competizioni internazionali, come secondo straniero. Paolo Vittori gioca il suo ultimo campionato di Serie A, e a maggio del 1972 viene ingaggiato per l'anno successivo Bob Morse.
In Coppa Europa la compagine varesina vince la finale di Tel Aviv contro la squadra jugoslava della Yugoplastika Spalato per un punto.
In Coppa Italia secondo posto alle spalle della Simmenthal Milano.

## Rosa 1971/72
- Ivan Bisson
- Ottorino Flaborea
- Tony Gennari
- Dino Meneghin
- Aldo Ossola
- Manuel Raga
- Edoardo Rusconi
- Paolo Vittori
- Marino Zanatta
- Allenatore:
  -  Aza Nikolić

## Statistiche
| COMPETIZIONE        | GIOCATE | VINTE | PERSE | F    | S    | PIAZZAMENTO |  |
| CAMPIONATO          | 23      | 19    | 4     | 1905 | 1615 | 2           |  |
| TORNEI E AMICHEVOLI | 15      | 10    | 5     | 1172 | 1053 | -           |  |
| COPPA ITALIA        | 4       | 3     | 1     | 342  | 281  | 2           |  |
| COPPA EUROPA        | 9       | 7     | 2     | 762  | 689  | VINCITRICE  |  |

## Fonti
- "Pallacanestro Varese 50 anni con voi" di Augusto Ossola